# If I Had One Chance to Tell You Something
If I Had One Chance to Tell You Something — восьмой студийный альбом американской певицы современной христианской музыки Ребекки Сент-Джеймс, выпущенный 22 ноября 2005 года на лейбле ForeFront Records.

## История
Сент-Джеймс стала соавтором 11 из 12 треков альбома, а песни «God Help Me» и «You Are Loved» были написаны исключительно ею. Сент-Джеймс написала песню «God Help Me» в свой 27-й день рождения и говорит о ней: «Я люблю петь эту песню, потому что для меня это важнейшая мысль христианской жизни… „Боже, помоги мне… Меня недостаточно!“». Первый сингл альбома, «Alive», рассказывает о том, как Бог может укрепить людей.
Заглавная песня «You Are Loved» была вдохновлена старым другом семьи. Сент-Джеймс говорит: «Это песня для prodigals („блудных детей“) — то есть для всех нас. Бог — это Отец, который с распростертыми объятиями ждет нас. Он хочет, чтобы мы бежали к Нему, и Он побежит к нам. Это песня надежды и послание, которое необходимо услышать моему поколению. Неважно, где ты был и что ты сделал… тебя любят». Из этой песни родилось название альбома — и, собственно, ключевая тема проекта".

## Отзывы
| Оценки критиков     | Оценки критиков |
| Источник            | Оценка          |
| ------------------- | --------------- |
| Jesus Freak Hideout | [ 5 ]           |
| Christianity Today  | [ 6 ]           |

Альбом получил положительные отзывы от музыкальных критиков. Роб Тэкстон из Allmusic дал альбому 3 звезды из 5 и сказал: «Музыка настолько современна, а тексты порой настолько неоднозначны, что легко забыть, откуда исходит её послание и о чем оно». JesusFreakHideout дал альбому 4 звезды и прокомментировал: «If I Had One Chance To Tell You Something — это прекрасное дополнение к впечатляющей карьере Ребекки Сент-Джеймс. Поклонники поп-рока и RSJ найдут в этой пластинке много интересного, и это настоящее удовольствие слышать её возвращение к тому типу музыкального творчества, который заставил нас влюбиться в неё десять лет назад». ChristianityToday высоко оценил альбом, сказав: «Сильные стороны этого альбома намного перевешивают его слабые стороны, и вы можете быть уверены, что большая половина If I Had One Chance будет хорошо звучать на христианском радио. Сложность для Сент-Джеймс будет заключаться в том, чтобы не возвращаться к старому материалу, продолжая двигаться вперёд и пробовать новые вещи в своих словах и музыке. Тем не менее, это отличное восстановление после перерыва в написании песен. Ребекка Сент-Джеймс вернулась, такая же привлекательная и зажигательная, как и прежде».

## Коммерческий успех
Альбом оказался не таким успешным, как её предыдущие работы, и стал её первым студийным альбомом, не попавшим в Billboard 200 за последние 11 лет. Однако ему удалось занять 14 место в чарте Billboard Hot Christian Albums, на девять позиций ниже, чем Worship God 2002 года.
Сингл «Alive» был выпущен в качестве лид-сингла к альбому 4 октября 2005 года. Он оказался успешным, заняв 3-е место в христианском чарте R&R Christian CHR Chart и 13-е место в чарте Billboard Hot Christian Songs. Он также оказался успешным в Великобритании, где занял 1-е место, и в Австралии, где занял 36-е место в чарте 2006 года.

## Список композиций
| №                   | Название                              | Автор(ы)                                | Theme verse         | Длительность |
| ------------------- | ------------------------------------- | --------------------------------------- | ------------------- | ------------ |
| 1.                  | «God Help Me»                         | Rebecca St. James                       | Psalm 55:16         | 3:12         |
| 2.                  | «Alive»                               | St. James, Matt Bronleewe               | Matthew 16:25       | 3:22         |
| 3.                  | «You Are Loved»                       | St. James                               | Luke 15:20          | 4:39         |
| 4.                  | «Shadowlands»                         | St. James, Bronleewee, Jason Ingram     | 2 Peter 1:4         | 3:55         |
| 5.                  | «Love Being Loved by You»             | St. James, Ben Glover, Ingram           | Psalm 89:1          | 3:56         |
| 6.                  | «I Need You»                          | St. James, Shaun Shankel                | Proverbs 17:17      | 3:55         |
| 7.                  | «Beautiful Stranger»                  | St. James, Cary Barlowe, Jamie Moore    | Matthew 25:40       | 3:43         |
| 8.                  | «Thank You» (при участии TobyMac)     | St. James, Tedd Tjornhom, Toby McKeehan | Psalm 138:1         | 3:56         |
| 9.                  | «Take All of Me»                      | Marty Sampson                           | Psalm 146:5         | 5:54         |
| 10.                 | «Forgive Me» (при участии BarlowGirl) | St. James, Scott Dyer                   | Psalm 79:9          | 3:43         |
| 11.                 | «I Can Trust You»                     | St. James, Shankel                      | Psalm 91:2          | 4:14         |
| 12.                 | «Lest I Forget»                       | St. James, Robert Hawkins               | Luke 22:19          | 6:07         |
| Общая длительность: | Общая длительность:                   | Общая длительность:                     | Общая длительность: | 50:40        |

| №   | Название                   | Автор(ы)                          | Длительность |
| --- | -------------------------- | --------------------------------- | ------------ |
| 13. | «God Help Me» (Acoustic)   | St. James                         | 3:02         |
| 14. | «You Are Loved» (Acoustic) | St. James                         | 4:16         |
| 15. | «America»                  | St. James, Tjornhom & Phil Laeger | 4:14         |

| №  | Название                   | Длительность |
| -- | -------------------------- | ------------ |
| 1. | «God Help Me» (live)       |              |
| 2. | «Lamb of God» (live)       |              |
| 3. | «Alive» (live)             |              |
| 4. | «Wait for Me» (live)       |              |
| 5. | «God» (live)               |              |
| 6. | «You Are Loved» (live)     |              |
| 7. | «God Help Me» (Acoustic)   |              |
| 8. | «You Are Loved» (Acoustic) |              |
| 9. | «Photo Gallery»            |              |

## Чарты
| Чарт (2005)                      | Высшая позиция |
| -------------------------------- | -------------- |
| США (Billboard Christian Albums) | 14             |